# Васмайер, Маркус
Маркус Васмайер (нем. Markus Wasmeier; род. 9 сентября 1963, Шлирзе, Бавария) — немецкий горнолыжник, двукратный олимпийский чемпион, чемпион мира, победитель этапов Кубка мира. Универсал, успешно выступал в большинстве видов горнолыжного спорта, кроме слалома.
В Кубке мира Васмайер дебютировал 29 января 1984 года, в феврале 1986 года одержал свою первую в карьере победу на этапе Кубка мира, в супергиганте. Всего имеет на своём счету 9 побед на этапах Кубка мира, 2 в скоростном спуске, 6 в супергиганте и 1 в комбинации. Лучшим достижением в общем зачёте Кубка мира, являются для Васмайера 3-е места в сезонах 1985/86 и 1986/87, в сезон 1985/86 победил в зачёте супергиганта.
На Олимпийских играх 1988 года в Калгари занял 6-е место в скоростном спуске, 7-е место в комбинации и 19-е место в гигантском слаломе, кроме того стартовал в супергиганте, но не добрался до финиша.
На Олимпийских играх 1992 года в Альбервиле был 4-м в скоростном спуске, 5-м в комбинации и 9-м в супергиганте, так же стартовал в гигантском слаломе но сошёл с дистанции.
На Олимпийских играх 1994 года в Лиллехаммере завоевал две золотые медали, победив в супергиганте и гигантском слаломе, кроме этого был 36-м в скоростном спуске и стартовал но не финишировал в комбинации. Примечательно, что Васмайер стал чемпионом мира и олимпийским чемпионом в гигантском слаломе, но в Кубке мира за всю карьеру не выиграл в этой дисциплине ни одного этапа.
За свою карьеру участвовал в пяти чемпионатах мира, на чемпионате мира 1985 года стал чемпионом в гигантском слаломе, а на чемпионате мира 1987 года завоевал бронзу в супергиганте.
Завершил спортивную карьеру в 1994 году, в том же году был признан спортсменом года в Германии. После этого работал телекомментатором, а в 2007 году, в своём родном Шлирзе, открыл музей зимних видов спорта, который ежегодно посещает около 100 000 человек.

## Победы на этапах Кубка мира (9)
| № | Сезон   | Дата           | Место               | Дисциплина           |
| - | ------- | -------------- | ------------------- | -------------------- |
| 1 | 1985/86 | 9 февраля 1986 | Морзин              | Комбинация           |
| 2 | 1985/86 | 9 февраля 1986 | Морзин              | Супергигант          |
| 3 | 1985/86 | 16 марта 1986  | Уистлер             | Супергигант (2)      |
| 4 | 1986/87 | 6 декабря 1986 | Валь-д'Изер         | Супергигант (3)      |
| 5 | 1986/87 | 11 января 1987 | Гармиш-Партенкирхен | Супергигант (4)      |
| 6 | 1986/87 | 17 января 1987 | Венген              | Скоростной спуск     |
| 7 | 1987/88 | 10 января 1988 | Валь-д'Изер         | Супергигант (5)      |
| 8 | 1990/91 | 17 марта 1991  | Лейк-Луис           | Супергигант (6)      |
| 9 | 1991/92 | 11 января 1992 | Гармиш-Партенкирхен | Скоростной спуск (2) |